# ستانلي فاغنر
ستانلي فاغنر (بالإنجليزية: Stanley Wagner)‏ (و. 1908 – 2002 م) هو لاعب هوكي الجليد كندي، ولد في بويبلو، شارك في الألعاب الأولمبية الشتوية 1932، مركز لعبه هو حارس مرمى ‏، توفي في وينيبيغ، عن عمر يناهز 94 عاماً.
.

## روابط خارجية
- ستانلي فاغنر على موقع EliteProspects.com (الإنجليزية)
- ستانلي فاغنر على موقع Eurohockey.com (الإنجليزية)
- ستانلي فاغنر على موقع أوليمبيديا (الإنجليزية)